# U-19-Fußball-Europameisterschaft der Frauen 2014
Die Endrunde der 17. U-19-Fußball-Europameisterschaft der Frauen wurde im Juli 2014 in Norwegen ausgetragen. Acht Mannschaften traten zunächst in einer Gruppenphase in zwei Gruppen und danach im K.-o.-System gegeneinander an. Spielberechtigt waren Spielerinnen, die am 1. Januar 1995 oder später geboren wurden. Erstmals nahmen Albanien, Malta und Montenegro an der Qualifikation teil. Irland konnte sich erstmals für die Endrunde qualifizieren. Turniersieger wurden erstmals die Niederländerinnen, die einen neuen Pokal erhielten, der den alten kleineren Pokal nach 12 Jahren ablöst.

## Modus
Bei der Endrunde bildeten die acht Mannschaften zwei Gruppen zu je vier Mannschaften. In der Gruppenphase spielte jede Mannschaft innerhalb der Gruppe einmal gegen jede andere. Für einen Sieg gab es drei Punkte und für ein Unentschieden einen Punkt. Nach Abschluss der Vorrundenspiele qualifizierten sich die Gruppensieger und Gruppenzweiten für das Halbfinale.
Bei Punktgleichheit mehrerer Mannschaften in den Gruppenspielen wurden die Positionen zunächst anhand der größeren Zahl der Punkte aus den direkten Begegnungen ermittelt. War diese gleich, wurde zunächst die Tordifferenz und danach die Anzahl der erzielten Tore in den direkten Begegnungen verglichen. Waren dann immer noch zwei oder mehrere Mannschaften gleichauf, wurden als nächste Kriterien die Tordifferenz aus allen Spielen und dann die Anzahl der insgesamt erzielten Tore verglichen. Letztes Kriterium war die Fair-Play-Wertung.
Ab dem Halbfinale wurde das Turnier im K.-o.-System fortgesetzt. Spiele, die nach Ablauf der regulären Spielzeit unentschieden endeten, wären um zweimal zehn Minuten verlängert worden. Wäre auch nach der Verlängerung kein Sieger gefunden, wäre die Entscheidung im Elfmeterschießen gesucht worden. Beides war aber nicht notwendig, da alle Spiele in der regulären Spielzeit entschieden wurden. Die reguläre Spielzeit bei allen Spielen betrug zweimal 45 Minuten.

## Qualifikation
Norwegen war als Ausrichter automatisch qualifiziert. Die übrigen 47 gemeldeten Nationalmannschaften wurden am 20. November 2012 auf elf Gruppen zu je vier Teams aufgeteilt. Deutschland, England und Spanien erhielten eine Wildcard für die 2. Qualifikationsrunde als die Teams auf den ersten drei Plätzen der UEFA-Rangliste.
Die Spiele fanden zwischen dem 21. und 26. September 2013 statt. Österreich war Gastgeber in Gruppe 1 und gewann sie souverän mit drei Siegen (8:0 gegen Israel, 2:0 gegen Aserbaidschan und 5:0 gegen Kroatien). Die Schweiz war in Gruppe 11 ebenfalls erfolgreich (3:1 gegen Nordirland, 8:0 gegen Lettland und 2:0 gegen die Ukraine). Die Gruppensieger und die 10 besten Gruppenzweiten erreichten automatisch die 2. Qualifikationsrunde (Eliterunde), die im April 2014 ausgetragen wurde. Die 21 Mannschaften plus Deutschland, England und Spanien wurden für die 2. Qualifikationsrunde auf sechs Gruppen zu je vier Mannschaften aufgeteilt. Die sechs Gruppensieger und der beste Gruppenzweite qualifizieren sich für das Finalturnier in Norwegen.
In der Eliterunde, die am 20. November 2013 in Nyon ausgelost wurde, traf Deutschland in Gruppe 4 auf Belgien, Tschechien und die Ukraine. Deutschland belegte am Ende der Eliterunde den 2. Platz. Ein 4:1-Sieg gegen Tschechien, ein 7:0-Sieg gegen die Ukraine und eine 1:0-Niederlage gegen Belgien reichten weder für den Gruppensieg noch zur Qualifikation als bester Gruppenzweiter für die Endrunde. Dasselbe passierte mit der Schweiz in Gruppe 1 durch zwei Siege (5:0 gegen Weißrussland und 2:1 gegen Portugal) und eine 0:1-Niederlage gegen Gastgeber Spanien. In Gruppe 5 hatte Österreich nur einen Punkt erzielt (1:1 gegen die Türkei), nach zwei Niederlagen gegen Endrundenteilnehmer Irland (0:1) und die Niederlande (1:4). Auch die französischen Titelverteidigerinnen schieden vorzeitig aus.

## Endturnier
Alle Zeitangaben entsprechen der Ortszeit.

### Vorrunde
Die Auslosung der Gruppen für die Vorrunde fand am 29. April in Oslo statt.

#### Gruppe A
| Pl. | Land        | Sp. | S | U | N | Tore    | Diff. | Punkte |
| --- | ----------- | --- | - | - | - | ------- | ----- | ------ |
| 1.  | Norwegen    | 3   | 2 | 1 | 0 | 007:100 | +6    | 07     |
| 2.  | Niederlande | 3   | 2 | 1 | 0 | 004:200 | +2    | 07     |
| 3.  | Schottland  | 3   | 1 | 0 | 2 | 004:800 | −4    | 03     |
| 4.  | Belgien     | 3   | 0 | 0 | 3 | 001:500 | −4    | 0      |

|                                              |   |             |           |
| Di., 15. Juli 2014 um 19:00 Uhr in Sarpsborg |   |             |           |
| Norwegen                                     | – | Niederlande | 0:0       |
| Di., 15. Juli 2014 um 19:00 Uhr in Strømmen  |   |             |           |
| Belgien                                      | – | Schottland  | 0:2 (0:2) |
| Fr., 18. Juli 2014 um 19:00 Uhr in Tønsberg  |   |             |           |
| Norwegen                                     | – | Belgien     | 2:1 (1:0) |
| Fr., 18. Juli 2014 um 19:00 Uhr in Jessheim  |   |             |           |
| Niederlande                                  | – | Schottland  | 3:2 (3:0) |
| Mo., 21. Juli 2014 um 19:00 Uhr in Sarpsborg |   |             |           |
| Schottland                                   | – | Norwegen    | 0:5 (0:3) |
| Mo., 21. Juli 2014 um 19:00 Uhr in Mjøndalen |   |             |           |
| Niederlande                                  | – | Belgien     | 1:0 (1:0) |

#### Gruppe B
| Pl. | Land     | Sp. | S | U | N | Tore    | Diff. | Punkte |
| --- | -------- | --- | - | - | - | ------- | ----- | ------ |
| 1.  | Irland   | 3   | 3 | 0 | 0 | 005:200 | +3    | 09     |
| 2.  | Spanien  | 3   | 2 | 0 | 1 | 004:100 | +3    | 06     |
| 3.  | Schweden | 3   | 1 | 0 | 2 | 003:400 | −1    | 03     |
| 4.  | England  | 3   | 0 | 0 | 3 | 001:600 | −5    | 0      |

|                                              |   |          |           |
| Di., 15. Juli 2014 um 19:00 Uhr in Tønsberg  |   |          |           |
| England                                      | – | Schweden | 0:2 (0:0) |
| Di., 15. Juli 2014 um 19:00 Uhr in Jessheim  |   |          |           |
| Irland                                       | – | Spanien  | 1:0 (0:0) |
| Fr., 18. Juli 2014 um 19:00 Uhr in Mjøndalen |   |          |           |
| England                                      | – | Irland   | 1:2 (1:0) |
| Fr., 18. Juli 2014 um 19:00 Uhr in Strømmen  |   |          |           |
| Schweden                                     | – | Spanien  | 0:2 (0:1) |
| Mo., 21. Juli 2014 um 19:00 Uhr in Strømmen  |   |          |           |
| Spanien                                      | – | England  | 2:0 (0:0) |
| Mo., 21. Juli 2014 um 19:00 Uhr in Jessheim  |   |          |           |
| Schweden                                     | – | Irland   | 1:2 (1:1) |

### Halbfinale
|                                              |   |             |           |
| Do., 24. Juli 2014 um 18:00 Uhr in Jessheim  |   |             |           |
| Norwegen                                     | – | Spanien     | 0:2 (0:0) |
| Do., 24. Juli 2014 um 19:00 Uhr in Mjøndalen |   |             |           |
| Irland                                       | – | Niederlande | 0:4 (0:2) |

### Finale
|                                         |   |             |           |
| So., 27. Juli 2014 um 18:00 Uhr in Oslo |   |             |           |
| Spanien                                 | – | Niederlande | 0:1 (0:1) |

## Beste Torschützinnen
| Rang | Spielerin              | Tore |
| ---- | ---------------------- | ---- |
| 1    | Vivianne Miedema       | 6    |
| 2    | Stina Blackstenius     | 2    |
|      | Nahikari García        | 2    |
|      | Marie Dølvik Markussen | 2    |
|      | Savannah McCarthy      | 2    |
|      | Synne Skinnes Hansen   | 2    |

Hinzu kommen 17 Spielerinnen mit jeweils einem Treffer sowie drei Eigentore, erzielt von Dominique Janssen (Niederlande), Fiona Brown (Schottland) und Molly Bartrip (England).
Torschützenkönigin des Gesamtwettbewerbs wurde die Schwedin Stina Blackstenius mit 12 Toren, wobei 10 in der Qualifikation und 2 in der Endrunde erzielt wurden.

## Schiedsrichterinnen
| Schiedsrichterinnen      | Assistentinnen          | Vierte Offizielle |
| ------------------------ | ----------------------- | ----------------- |
| Sofia Karagiorgi         | Mathilde Abildgaard     | Monica Larsen     |
| Zuzana Kováčová          | Olga Almeida            | Marte Sørø        |
| Marija Kurtes            | Elena Karas             |                   |
| Anastassija Pustowoitowa | Jekaterina Kurotschkina |                   |
| Karolina Radzik-Johan    | May Moalem              |                   |
| Séverine Zinck           | Jana Saschtschina       |                   |
|                          | Petra Simmerová         |                   |
|                          | Rúna Stefánsdóttir      |                   |